# Phlebovirus
Phlebovirus è uno dei quattro generi della famiglia Phenuiviridae nell'ordine Bunyavirales. Il genere comprende attualmente 60 specie. Deriva il suo nome da Phlebotominae, i vettori delle specie associate Febbre Sandfly Naples phlebovirus, che deriverebbe phlebos dal greco phlebos, che significa "vena". La parola corretta per "vena" nell'antico greco è comunque phleps (φλέψ).

## Virologia
I flebovirus sono virus con un genoma dell'RNA con senso negativo costituito da tre segmenti. Il segmento (S) piccolo codifica la proteina N virale e una proteina non strutturale (NSs attraverso una strategia di codifica ambisense. Il segmento di medie dimensioni (M) codifica un precursore delle glicoproteine virali e dei componenti non strutturali. Il prodotto del segmento più grande (L) è l'RNA polimerasi virale RNA-dipendente.

## Tassonomia
Sono riconosciute le seguenti specie:
- Adana phlebovirus
- Aguacate phlebovirus
- Alcube phlebovirus
- Alenquer phlebovirus
- Ambe phlebovirus
- Anhanga phlebovirus
- Arumowot phlebovirus
- Buenaventura phlebovirus
- Bujaru phlebovirus
- Cacao phlebovirus
- Campana phlebovirus
- Candiru phlebovirus
- Chagres phlebovirus
- Cocle phlebovirus
- Dashli phlebovirus
- Durania phlebovirus
- Echarate phlebovirus
- Frijoles phlebovirus
- Gabek phlebovirus
- Gordil phlebovirus
- Icoaraci phlebovirus
- Itaituba phlebovirus
- Itaporanga phlebovirus
- Ixcanal phlebovirus
- Karimabad phlebovirus
- La Gloria phlebovirus
- Lara phlebovirus
- Leticia phlebovirus
- Maldonado phlebovirus
- Massilia phlebovirus
- Medjerda phlebovirus
- Mona Grita phlebovirus
- Mukawa phlebovirus
- Munguba phlebovirus
- Naples phlebovirus
- Nique phlebovirus
- Ntepes phlebovirus
- Odrenisrou phlebovirus
- Oriximina phlebovirus
- Pena Blanca phlebovirus
- Punique phlebovirus
- Punta Toro phlebovirus
- Rift Valley fever phlebovirus - specie tipo
- Rio Grande phlebovirus
- Saint Floris phlebovirus
- Salanga phlebovirus
- Salehabad phlebovirus
- Salobo phlabovirus
- Sicilian phlebovirus
- Tapara phlebovirus
- Tehran phlebovirus
- Tico phebovirus
- Toros phlebovirus
- Toscana phlebovirus
- Tres Almendras phlebovirus
- Turuna phlebovirus
- Uriurana phlebovirus
- Urucuri phlebovirus
- Viola phlebovirus
- Zerdali phlebovirus

## Significato clinico
I seguenti dodici virus sono stati collegati alla malattia nell'uomo: virus Alenquer, virus Bhanja, virus Candiru, virus Chagres, virus di Napoli, virus Punta Toro, febbre della Rift Valley, virus siciliano, virus Toscana, Virus Uukuniemi, Heartland virus (il primo flebovirus trasmesso da zecche noto per causare malattie nell'emisfero occidentale, scoperto nel 2009), e il virus Sandfly Turchia (scoperto in Cina nel 2011). Causano sintomi che vanno da febbri autolimitanti brevi, come la febbre pappataci, all'encefalite e alla febbre emorragica fatale.

## Sierogruppi
Esistono diversi sierocomplessi riconosciuti:

### Bhanja serocomplesso
- Virus Bhanja
- Virus Forecariah
- Virus Kismayo
- Virus Palma

### Candiru serocomplesso
- Virus Candiru

### Frijoles serocomplesso
- Virus Frijoles

### Salehabad sierocomplesso
- Virus Adana
- Virus Adria
- Virus Alcube
- Virus dell'arbia
- Virus Salehabad

### Sierocomplesso febbre sandfly
Il serocomplex sandfly è diviso in due gruppi: Napoli e Siciliano.
Febbre sandfly gruppo di Napoli
- Virus di Granada
- Virus Massila
- Virus Punique
- Febbre sandfly Napoli virus
- Febbre sandfly Toscana virus

Febbre sandfly gruppo siciliano
- Virus di Belterra
- Virus di Chagres
- Virus di Corfù
- Virus della febbre della Rift Valley
- Febbre sandfly Virus di Cipro
- Febbre sandfly virus siciliano
- Febbre Sandfly Turchia virus

### Serocomplesso Punta Toro
- Virus Punta Toro

### Uukuniemi sierocomplesso
- Virus dell'isola degli albatros 
  - Virus di Hunter Island Group
- Virus Catch-me-cave
- Virus Grand Arbaud
- Henan Fever virus[10]
- Virus Guertu
- Virus Heartland
- Virus Khasan
- Virus Komandory
- Virus Malsoor
- Virus Manawa
- Virus Rukutama
- Gruppo di virus del Murre 
  - Virus del Murre
  - Virus RML-105-105355
  - Virus del Sunday Canyon
- Virus del punto precario
- Febbre grave con virus della sindrome da trombocitopenia
- Gruppo di virus Uukuniemi 
  - Virus Uukuniemi
  - Ad esempio un virus 1825-61
  - Fin V707 virus
  - Virus Chize
  - Virus Zaliv Terpenia

### Complesso del virus Kaisodi
- Kabuto Mountain virus
- Virus Kaisodi
- Virus Lanjan
- Virus Silverwater

### Altri virus
- American Dog Tick virus
- Flebovirus da zecca con le zampe nere
- Lone Star virus
- Virus Mukawa
- Costa pacifica Ticklebovirus
- Virus Shibuyunji
- Virus South Bay